# Eckbolsheim
Eckbolsheim är en kommun i departementet Bas-Rhin i regionen Grand Est (tidigare regionen Alsace) i nordöstra Frankrike. Kommunen ligger i kantonen Mundolsheim som tillhör arrondissementet Strasbourg-Campagne. År 2022 hade Eckbolsheim 7 237 invånare.

## Befolkningsutveckling
Antalet invånare i kommunen Eckbolsheim
| Referens: INSEE |